# Parastrophics
Parastrophics è un album in studio del duo di musica elettronica tedesca Mouse on Mars. È stato pubblicato dalla Monkeytown Records nel 2012.
Su Metacritic, che assegna un punteggio medio ponderato su 100 alle recensioni dei critici, Parastrophics ha ricevuto un punteggio medio del 74% sulla base di 22 recensioni, indicando "recensioni generalmente favorevoli". 
Heather Phares di AllMusic ha dato all'album 4 stelle su 5, definendolo "un album che è una rinascita e un gradito ritorno per uno degli atti più irrequieti della musica elettronica." Matthew Perpetua di Rolling Stone ha dato all'album 3,5 stelle di 5, descrivendolo come "un disco pop surreale che deforma allegramente i toni e le inflessioni delle moderne melodie radio in astrazioni di specchi da teatro".
PopMatters lo ha inserito al numero 4 nella lista "Best Electronic Music of 2012", così come al numero 10 nella lista "Top 10 Pleasant Surprise Albums of 2012".

## Tracce
1. The Beach Stop – 3:23
2. Chordblocker, Cinnamon Toasted – 3:12
3. Metrotopy – 3:45
4. Wienuss – 3:42
5. They Know Your Name – 3:54
6. Syncropticians – 5:53
7. Cricket – 2:13
8. iMatch – 4:53
9. Polaroyced – 3:12
10. Gearknot Cherry – 2:59
11. Bruised to Imwimper – 0:43
12. Baku Hipster – 3:07
13. Seaqz – 5:18